# Péteri
Péteri község Pest vármegyében, a Monori járásban.

## Fekvése
Péteri Monor és Gyömrő között fekvő kistelepülés, Pesttől 28 km-re. Megközelíthető a 4-es főútról, vagy Gyömrő irányából a 31-esről. Vonattal elérhető a Budapest–Záhony-vasútvonal Hosszúberek-Péteri megállóhelyén leszállva. Innen félóránként csatlakozó buszjáratok indulnak a falu központjába.
Ezenkívül óránként autóbusz közlekedik Budapest Örs vezér tere - Monor között, Bp. Örs vezér tere - Rákoskeresztúr városközpont - Ecser - Maglód - Gyömrő - Péteri - Monor útvonalon és vissza.

## Nevének eredete
A település neve személynévi eredetű. Jelentése: "Péteré"

## Története
A községre vonatkozó első adatok 1246-ból származnak. Az egykori település helye a maitól mintegy két kilométerre helyezkedett el. A törökdúlás idején a község teljesen elpusztult, 1690-ben lakatlan helyként írták össze.
Péteri első írásos említése 1258-ban történt. A település 1742 előtt puszta volt: az akkori földesúr, Bohus Dániel ebben az évben telepített ide hét szlovák családot Zólyomból, illetve Illésfalváról. A szlovák telepesek sokáig megtartották nyelvüket és szokásaikat, napjainkban is őrzik a színes népviseletüket és ápolják a hagyományaikat.
A betelepített családok közül hét Bohus Dániel birtokát művelte. Ők a Hrk, Kalina, Szenyán, Hrutka, Hornyák, Tucsni, Bolcsik nevet viselték[forrás?]. A falu templomának az alapkőletétele 1822. március 20-án volt, s a templom 1830-ban készült el, majd augusztus 30-án felszentelték.

## A címer leírása
A gazdag hagyományokkal rendelkező, haladó gondolkodású Földváry család története szinte összeforrott a község históriájával. Ezért is választották a motívumokat az ősi nemesi család eredeti címeréből. A bal-haránt irányban, vörös és zöld mezőkre osztott, csücskös talpú pajzs vörös mezejében egy nyelvét öltő, egy farokbojtot viselő arany griff lebeg. Jobb irányba fordul, hátsó lábait szétterpeszti, belső mancsaiban stilizált arany szőlőfürtöt tart. A zöld mezőben a község 1830-ban felépített klasszicista stílusú evangélikus templomának ezüsttel ábrázolt főhomlokzati képe lebeg.
A másik motívum az egyetlen műemlék épületként ismert evangélikus templom, mely a magyarországi klasszicista templomépítészet egyik remeke. Az épület a maga egyszerűségében igen magasztos. Tervezője a stílus egyik legjelentősebb mestere, Zitterbarth Mátyás bécsi építész volt.

## Közélete

### Polgármesterei
- 1990–1994: Dr. Szászik Károly (Szövetség Péteriért)[3]
- 1994–1998: Dr. Szászik Károly (Szövetség Péteriért)[4]
- 1998–2002: Dr. Szászik Károly (Szövetség Péteriért)[5]
- 2002–2006: Dr. Szászik Károly (Szövetség Péteriért)[6]
- 2006–2008: Dr. Szászik Károly (Szövetség Péteriért)[7]
- 2009–2010: Dr. Molnár Zsolt (független)[8]
- 2010–2014: Dr. Molnár Zsolt (független)[9]
- 2014–2016: Dr. Molnár Zsolt (független)[10]
- 2016–2019: Petőné Vízi Valéria (független)[11]
- 2019–2024: Petőné Vízi Valéria (független)[12]
- 2024– : Petőné Vízi Valéria (független)[1]

A településen 2009. március 1-jén időközi polgármester-választást tartottak, az előző polgármester lemondása miatt.
A településen 2016. március 6-án időközi polgármester-választást (és képviselő-testületi választást) tartottak, az előző képviselő-testület önfeloszlatása miatt. A választáson a hivatalban lévő polgármester is elindult, és a jelöltek aránylag nagy száma ellenére (öt aspiráns közül) Petőné Vizi Valéria magabiztosan győzött az érvényes szavazatok abszolút többségével.

## Népesség
A település népességének változása:
| Lakosok száma | 2185 | 2187 | 2371 | 2566 | 2675 | 2644 | 2665 |
|               | 2013 | 2014 | 2018 | 2021 | 2022 | 2023 | 2024 |

A 2011-es népszámlálás során a lakosok 81,7%-a magyarnak, 2,8% németnek, 2,4% szlováknak, 0,6% cigánynak, 0,3% románnak mondta magát (18,3% nem nyilatkozott; a kettős identitások miatt a végösszeg nagyobb lehet 100%-nál). A vallási megoszlás a következő volt: római katolikus 17,9%, evangélikus 19,3%, református 9,2%, görögkatolikus 0,5%, felekezeten kívüli 15,4% (35,1% nem nyilatkozott).
2022-ben a lakosság 91,6%-a vallotta magát magyarnak, 2,8% németnek, 1,6% szlováknak, 0,6% románnak, 0,4% cigánynak, 0,3% ukránnak, 0,1-0,1% görögnek és horvátnak, 3,8% egyéb, nem hazai nemzetiségűnek (8,4% nem nyilatkozott; a kettős identitások miatt a végösszeg nagyobb lehet 100%-nál). Vallásuk szerint 15,6% volt római katolikus, 11,9% evangélikus, 8,6% református, 0,9% görög katolikus, 0,1% izraelita, 0,1% ortodox, 3,2% egyéb keresztény, 0,4% egyéb katolikus, 17,6% felekezeten kívüli (41,5% nem válaszolt).

## Nevezetességei
- Földváry-Boér-kúria, a művelődési házzal és az iskola könyvtárával
- Földváry-Boér Kert, ahol a mai napig élnek olyan fák melyeket még a múlt században ültettek botanikai gyűjtemény céljából
- Az evangélikus templom a község egyetlen temploma, amely egy gondozott park végében található, csendes nyugodt környezetben
- Horgásztó és pihenőpark